# سوبر دولار

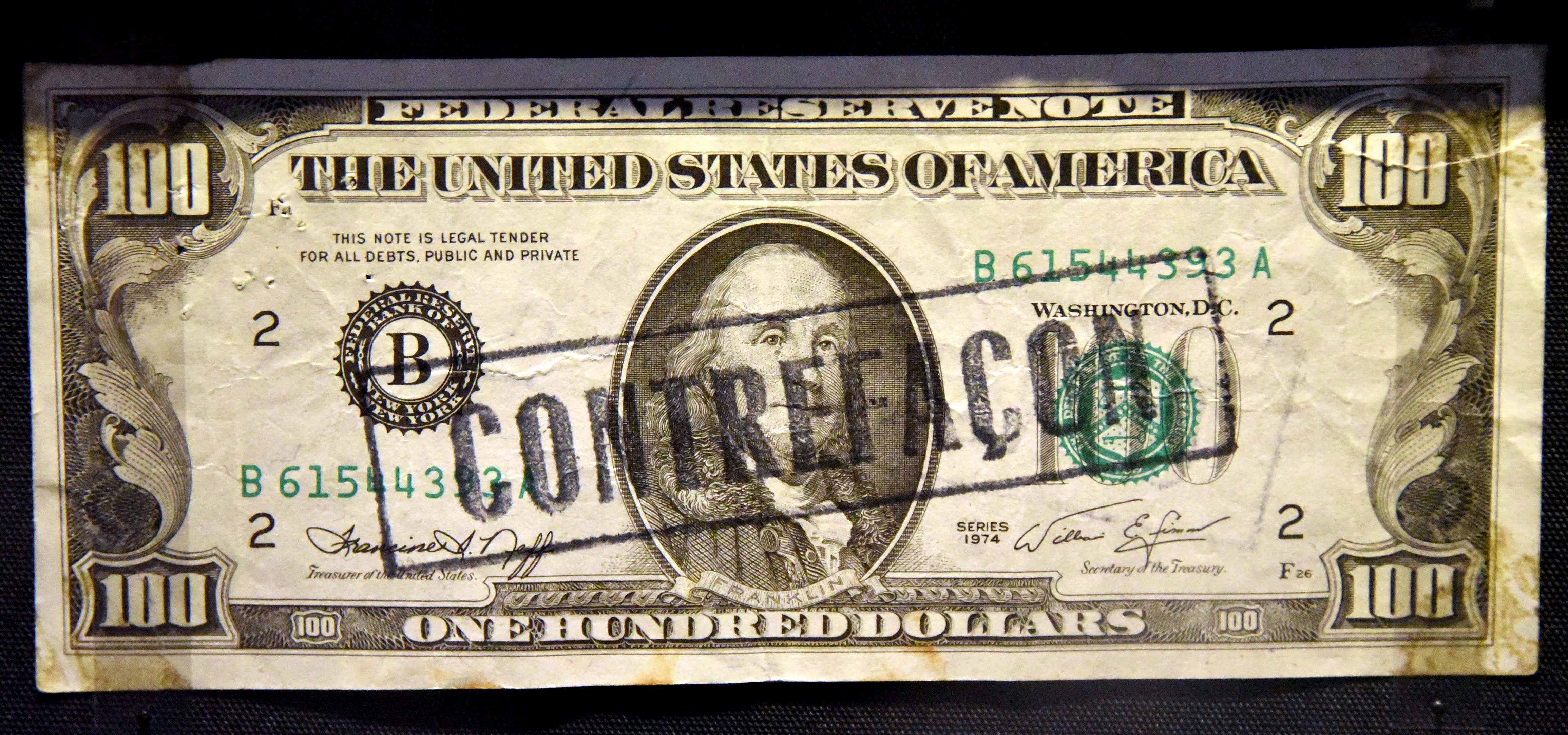
ورقة نقدية مزيفة من فئة مائة دولار ، إصدار عام ١٩٧٤، معروضة في المتحف البريطاني. بعد اكتشافها، طُبعت عليها ختمة مطاطية لإثبات تزويرها.

السوبر دولار هو ورقة نقدية مزيفة عالية الجودة من فئة مائة دولار أمريكي ،  تزعم حكومة الولايات المتحدة أنها صُنعت من قبل منظمات أو حكومات غير معروفة.   في عام 2011، ذكرت مصادر حكومية أن هذه الأوراق النقدية المزيفة كانت "متداولة عالميًا" منذ أواخر الثمانينيات حتى يوليو 2000 على الأقل في قضية محكمة تسليم المجرمين. 
في حين أن هناك العديد من السمات على الأوراق النقدية الفائقة التي يمكن اكتشافها بالطرق التقليدية، إلا أنه من الممكن إنتاج أوراق نقدية فائقة جديدة وأكثر تطورًا للتغلب على بعض طرق الكشف التقليدية. وبالتالي، قد يكون من الممكن رؤية بعض الأوراق النقدية الفائقة متداولة حتى تُكتَشَف.
يُشتبه في قيام مجموعات مختلفة بإصدار مثل هذه الأوراق النقدية، ويختلف الرأي الدولي حول أصلها. تعتقد الحكومة الأمريكية أن مسؤولين كوريين شماليين مرروا أوراقًا نقدية ضخمة في دول مختلفة، وتتهم كوريا الشمالية بإنتاجها.  أنتج مجرمون بريطانيون، أُلقي القبض عليهم عام 2002، أكثر من 350 ألف ورقة نقدية مزيفة من فئة 100 دولار.
في عام 2013، طُرِحَ تصميم جديد لورقة نقدية بقيمة 100 دولار بهدف إحباط التزوير، ويتضمن "شريط أمان ثلاثي الأبعاد" وأرقامًا ورسومات متغيرة الألوان وطباعة دقيقة. 

## إنتاج
يُقال إن الأوراق النقدية الفائقة تُصنع باستخدام حبر عالي الجودة مطبوع على مزيج من القطن والكتان، وهي مصممة لمحاكاة السمات الأمنية المختلفة للعملة الأمريكية، مثل ألياف الأمان الحمراء والزرقاء، وخيط الأمان، والعلامة المائية. علاوة على ذلك، تُطبع باستخدام عملية طباعة غائرة أو ألواح محفورة، وهي نفس العملية التي يستخدمها مكتب النقش والطباعة (BEP) التابع للحكومة الأمريكية للأوراق النقدية الشرعية. في معظم حالات التزوير، تُعد الطباعة الأوفست أو الطباعة بالحبر الملون والليزر أكثر الطرق شيوعًا لتزوير العملات. 
يشير الخبراء الذين درسوا الأوراق النقدية الكبيرة بشكل موسع وفحصوها جنبًا إلى جنب مع الأوراق النقدية الأصلية إلى وجود أنواع عديدة ومختلفة منها. في عام ٢٠٠٦، كان يُعتقد أن "عائلة" الأوراق النقدية المزورة تضم ١٩ عضوًا.  ومع ذلك، فقد حسّن منتجو الأوراق النقدية الكبيرة منتجاتهم منذ عام ٢٠٠٦، وأصبحت هناك أنواع أخرى. على سبيل المثال، كانت الإصدارات الأولى من الأوراق النقدية المزيفة تفتقر إلى أشرطة الحبر المغناطيسي المطبوعة بأنماط مميزة على فئات مختلفة من العملات الأمريكية؛ وقد صححت الأوراق المزيفة اللاحقة هذا الخطأ. وقد صُحِّحَ العديد من "الأخطاء" غير الواضحة على الأوراق النقدية الكبيرة الأولى، بعضها عدة مرات.
على سبيل المثال، على ورقة المئة دولار الأصلية، يكون الخط العمودي السفلي الأيسر لعمود الإنارة بالقرب من الرقم الموجود على ظهر الورقة ضعيفًا. طُبعت هذه الخطوط بوضوح شديد في الأوراق النقدية الأولى، مما جعل طباعة النسخة المزيفة أكثر موثوقية من الأصلية. أما الأوراق النقدية اللاحقة، فقد بالغت في تصحيح هذا الخط الواضح بإزالته تمامًا. وبالمثل، تمتد عقارب الساعة على لوحة "قاعة الاستقلال" على الورقة الأصلية إلى ما بعد الدائرة الداخلية بقليل؛ بينما تتوقف قبلها في الأوراق النقدية الأخرى. 
على وجه الورقة النقدية الكبيرة، عند حرف "N" في كلمة "الولايات المتحدة"، يُمكن رؤية خط مائل على يمين الخط القطري والصاعد الأيمن للحرف؛ ولا يوجد أي خط مائل على الورقة النقدية الأصلية. ولوحظت اختلافات أخرى في التظليل والخطوط المُحدِّدة للزخرفة العلوية في قاعة الاستقلال.  وقد تكهّن الصحفي كلاوس بيندر وآخرون بأن المزورين أدخلوا هذه الاختلافات ليتمكنوا من تمييز منتجهم عن الأصل، ولكن لا توجد طريقة واضحة لتأكيد ذلك.

## اعتقالات موزعي الولايات المتحدة
في عمليتين سريتين نُفذتا بين عامي 2002 و2005، سُميتا "عملية التنين المدخن" و"عملية السحر الملكي"، اعتقل عملاء الولايات المتحدة ما لا يقل عن 87 شخصًا بتهم شملت تهريب دولارات ضخمة. وصودر ما يقارب 4.5 مليون دولار من العملات المزيفة، معظمها من فئة 100 دولار. ولم يُحدد مصدر هذه العملات المزيفة بشكل قاطع.